# Sabino Hueco
Sabino Hueco är en ort i Mexiko.   Den ligger i kommunen Miahuatlán de Porfirio Díaz och delstaten Oaxaca, i den sydöstra delen av landet, 400 km sydost om huvudstaden Mexico City. Sabino Hueco ligger 1 867 meter över havet och antalet invånare är 222.
Terrängen runt Sabino Hueco är huvudsakligen kuperad, men åt sydost är den bergig. Terrängen runt Sabino Hueco sluttar västerut. Runt Sabino Hueco är det glesbefolkat, med 15 invånare per kvadratkilometer. Närmaste större samhälle är Miahuatlán de Porfirio Díaz, 17,9 km öster om Sabino Hueco. I omgivningarna runt Sabino Hueco växer huvudsakligen savannskog.